# 하르디 크뤼거
하르디 크뤼거(독일어: Hardy Krüger, 1928년 4월 12일 ~ 2022년 1월 19일)는 1944년부터 60편 이상의 영화에 출연한 독일의 배우이자 작가였다. 1950년대에 독일에서 영화 스타가 된 후, 크루거는 점점 하타리, 불사조의 비행, 기러기, 일요일과 사이벨레, 브리지 투 파, 네레트바 전투, 산타 비토리아의 비밀, 레드 텐트, 원 댓 어웨이 그리고 배리 린든과 같은 국제적인 영화에서 역할로 전향했다.